# 34838 Lazowski
2001 SK262 (asteroide 34838) é um asteroide da cintura principal. Possui uma excentricidade de 0.08658460 e uma inclinação de 9.93727º.
Este asteroide foi descoberto no dia 21 de setembro de 2001 por William Kwong Yu Yeung em Desert Eagle.